# بلفور (شركة)
بلفور (بالإنجليزية: Belfor) هي شركة متعددة الجنسيات تقدم خدمات الاستعادة والترميم لاستعادة الهياكل المتضررة نتيجة الحرائق والفيضانات والكوارث الطبيعية.

## نبذة
توفر خدمات الاسترداد بما في ذلك استعادة أضرار الحرائق وإزالة الدخان والسخام واستعادة أضرار العواصف واستخراج المياه وإزالة الرطوبة الهيكلية وإعادة البناء والمقاولات العامة وإزالة العفن ومعالجته والتحكم في التآكل وتنظيف مجاري الهواء واستعادة المحتويات واستعادة الوثائق والوسائط، ترميم الإلكترونيات، تطهير الآلات والمعدات، إعادة بناء وإصلاح الآلات والمعدات، تطهير أدوات أشباه الموصلات، الترميم البيئي والبحري، والخدمات الاستشارية.